# Varberg–Ätrans Järnväg
Varberg–Ätrans Järnväg (WbÄJ) var en 49 kilometer lång, normalspårig järnväg mellan Varberg och Ätran i Hallands län. 
Den invigdes 1911 och lades ned 1961. Banan var inte elektrifierad. Ånglok och senare diesellok drog tågsätten och på senare år förekom även rälsbussar.

## Drift
Banan utgick från Varberg och var i drift i tre år innan den i april 1914 anslöts till Varbergs station. Dessförinnan hade den en egen station kallad Varberg Norra, belägen cirka 1 km norr om Warberg-Borås Järnvägs station. Där fanns även en enklare lokstation och en 12 meters vändskiva. Byggnaderna revs 1946.
Vid stationen i Ullared korsade banan den smalspåriga Falkenbergs Järnväg, som sedan 1894 hade haft en mindre station där. Nu uppstod en järnvägsknut med godshantering och omlastning. Detta bidrog till att näringslivet i Ullared utvecklades.
I motsatta banändan ligger Ätran, vilken 1887 genom byggandet av Fegen–Ätrans Järnväg (FÄJ) fått järnvägsstation med trafik mot Kinnared via Fegen. Driften av FÄJ hade redan 1890 övertagits av Halmstad–Nässjö Järnvägar (HNJ). Ätran var byggd som ändstation och förblev, trots linjen mot Varberg, hela tiden utformad som en så kallad säckstation, där tågen fick vända. WbÄJ hyrde utrymme i HNJ-stallet i Ätran, uppförde ett vattentorn och anlade även här en 12 meters vändskiva. Lokstallet i Ätran revs så sent som 1998.
WbÄJ trafikerade hela sträckan Varberg-Kinnared de sex första åren, varefter HNJ åter från juli 1917 trafikerade sträckan Ätran-Kinnared i egen regi.
Ätranbanan (som den kallades i folkmun) led länge av dålig ekonomi och försattes i konkurs i juni 1932. Driften övertogs därefter från juli 1932 av ett nybildat dotterbolag till HNJ (Varberg–Kinnared Trafik AB). I december 1936 tvingades man emellertid av ekonomiska realiteter att överlåta driften till Statens Järnvägar och den 1 juli 1938 överfördes järnvägen helt i SJ:s organisation och förblev så fram till nedläggningen.

### Namn och läge på stationer och hållplatser
- Hållplatsen Träslöv (23 m ö.h.) placerades 1 kilometer NNO om Träslövs kyrka alldeles söder om Skultagården.
- Hållplatsen Hunnestad (12 m ö.h.) placerades knappt 2 kilometer NNV om Hunnestads kyrka, cirka 100 meter från Himleån och helt intill gränsen mot Träslövs socken. Man modifierade den gamla stavningen till Hunestad.
- Stationen Grimeton (16 m ö.h.) placerades drygt 2 kilometer VNV om Grimetons kyrka i yttersta änden av Grimetons socken vid Gödesta Bro och vid norra foten av det stora fornminnesområdet Broåsens gravfält och därmed nästan direkt gränsande till både Gödestads och Hunnestads socknar. Kring stationen uppstod ett samhälle som kallades Grimeton (ej att förväxla med kyrkbyn Grimeton).
- Stationen Rolfstorp (17 m ö.h.) placerades drygt 1,5 kilometer SV om Rolfstorps kyrka, cirka 50 meter söder om Himleån och därmed inom den gamla historiska ägovidden för Torstorps by i Grimetons socken, men genom fastighetsreglering kom härmed sockengränsen att flyttas något söderut.
- Hållplatsen Obbhult (53 m ö.h.) placerades omedelbart norr om Örabäcken, ett biflöde till Himleån, och därmed inom ägovidden för byn Mute i Rolfstorps socken, men hämtade sitt namn från bondbyn Obbhult som låg cirka 300 meter rakt söderut.
- Hållplatsen Åkulla (90 m ö.h.) placerades invid Yasjöns södra strand på mark som hörde till byn Knutsböke i Rolfstorps socken, men hämtade namnet från bondbyn Åkulla som låg knappt 1 kilometer NO om stationen.
- Stationen Skinnarlyngen (82 m ö.h.) placerades i byn Floastad i Svartrå socken, dock endast ett stenkast från gränsen till grannbyn Skinnarlyngen från vilket namnet hämtades.
- Stationen Ullared (70 m ö.h.) låg mitt i kyrkbyn i Ullareds socken. Stationshuset hade uppförts i samband med bygget av Falkenbergs Järnväg.
- Hållplatsen Spetsebo (108 m ö.h.) placerades i södra änden av bondbyn med samma namn i Gällareds socken.
- Stationen Gällared (92 m ö.h.) placerades knappt 800 meter NO om Gällareds kyrka på utmarkerna till kyrkbyn med samma namn.
- Hållplatsen Silvergärde (124 m ö.h.) placerades drygt 250 meter SO om byn Silvagärde i Gällareds socken. Man använde därmed byns gamla namn i modifierad form.
- Stationen Ätran (112 m ö.h.) låg mitt inne i municipalsamhället med samma namn, vilket tidigare uppstått invid ån Ätrans östra flodstrand inom bondbyn Esered i Gunnarps socken.

### Sträckning

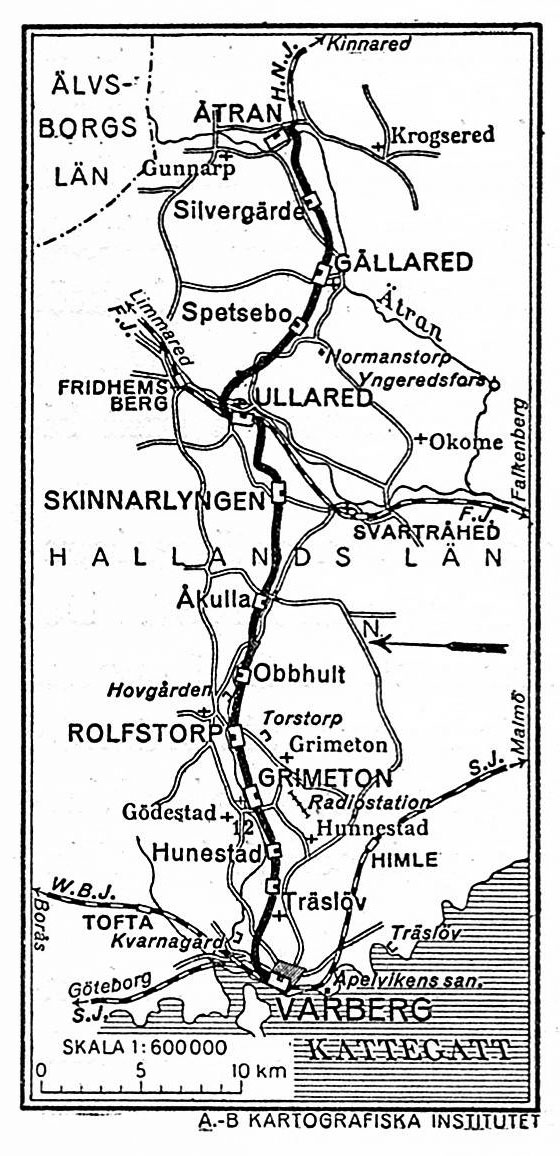
WbÄJ. Karta 1926.

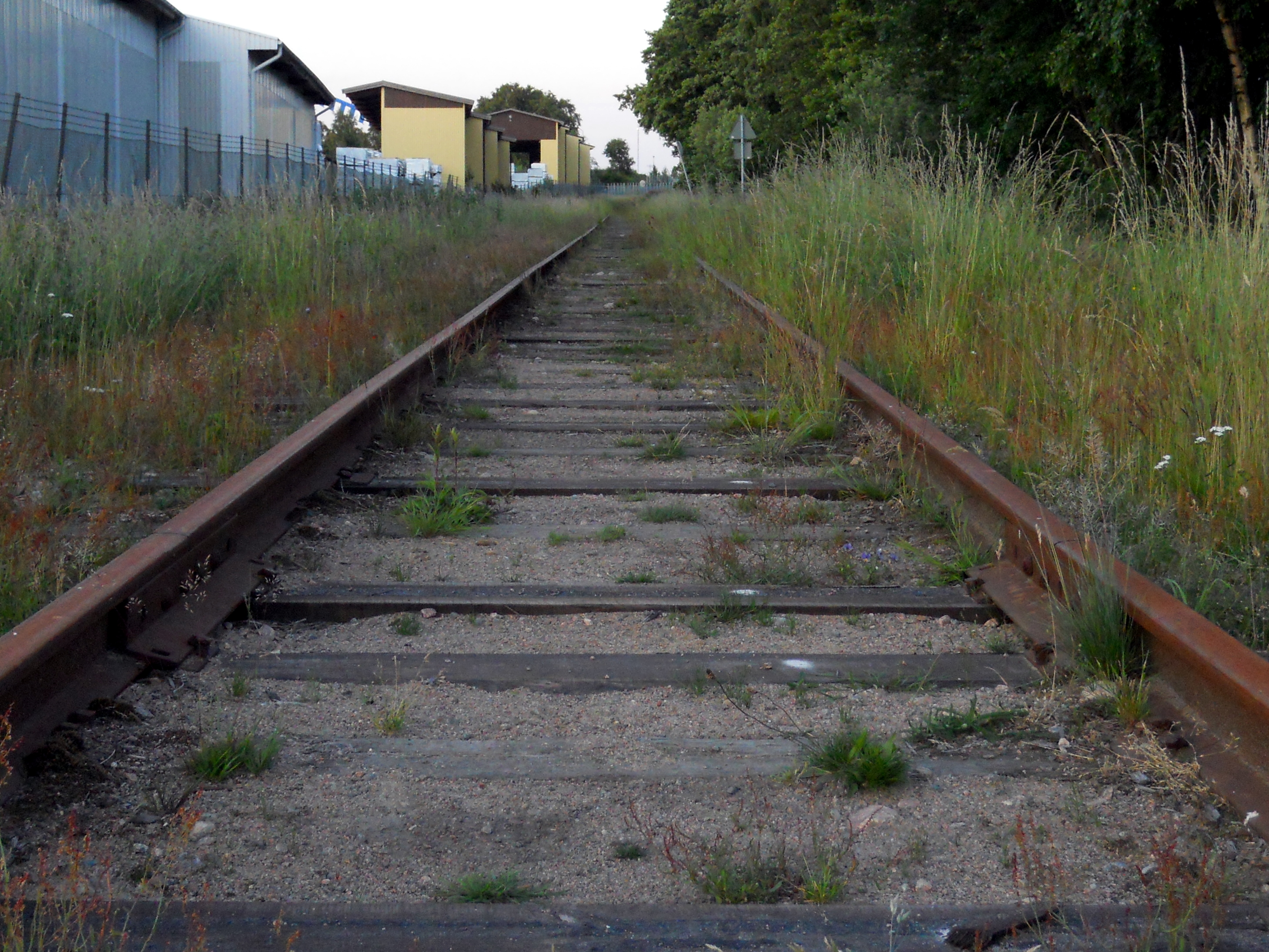
Varberg-Ätrans järnväg som industrispår i Varberg. Foto från 2011, 100 år efter banans invigning.

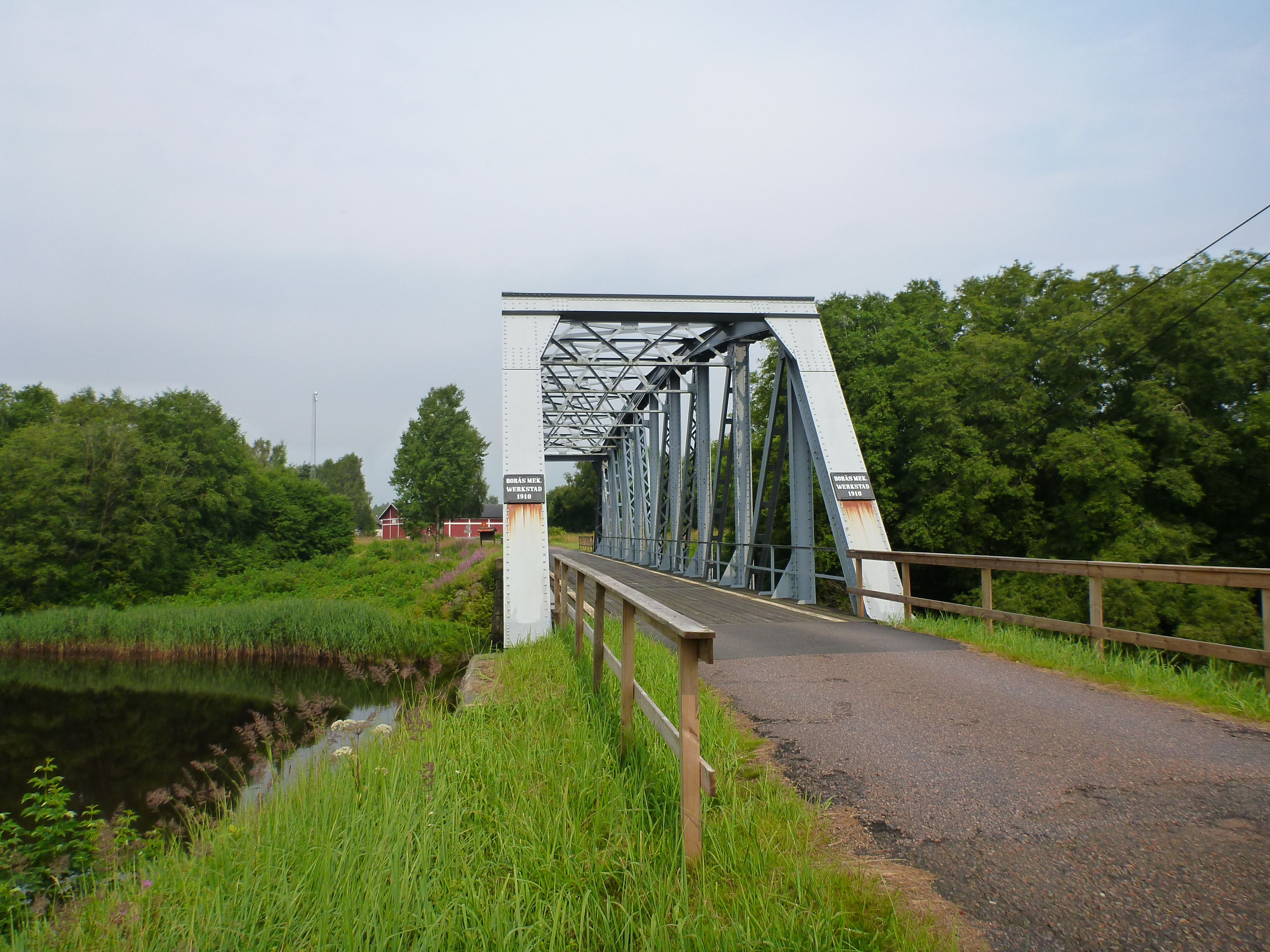
45 meter långa bron över Ätran, foto från 2012.

Varberg var en förgreningsstation med statsbanan och Varberg–Borås Järnväg och spåren löpte parallellt med den senare banan någon kilometer för att därefter vika av åt öster uppåt mot Träslöv och därefter ner mot jordbruksbygden i Hunnestad. Sedan gick linjen jämsides med Himleån förbi stationerna i Grimeton och Rolfstorp för sedan att lämna slättbygden och stiga brant upp i skogsbygderna förbi Obbhult och så småningom plana ut i Åkulla. I fortsättningen gick järnvägen i huvudsak nerför genom mossar och moras över en omkring 500 meter lång och upp till 11 meter hög järnvägsbank kallad Svartråbanken. Lokalt i Svartrå kallas den enorma järnvägsbanken oftast ”Storbanken” och flera historier florerade ännu i modern tid kring de olika vedermödor, som detta omfattande byggprojekt innebar för lokalbefolkning och rallare. Efter banken går banan fram till Skinnarlyngen för att sedan plana ut och kryssa sig fram mellan åsar och vattendrag över Hjärtaredsån för att till sist nå fram till Falkenbergs Järnväg. Båda järnvägarnas spår löpte jämsides omkring en kilometer innan man nådde fram till Ullareds station.
Strax norr om Ullareds station korsades de båda järnvägarna med hjälp av en numera riven viadukt och spåren vek åter av åt öster över Högvadsån och in i en brant nästan oavbruten stigning fram till Spetsebo för att sedan gå utför fram till Gällared. Nästa stigning förde upp mot Silvergärde, där banan nådde sin högsta punkt: 127 m ö.h. - en km öster om denna hållplats. Sedan gick linjen åter utför och slutligen vek banan av mot norr, strax före passagen av den 45 meter långa bron över Ätran, varefter man strax därefter nådde förgreningsstationen i Ätran.

## Nedläggning
All trafik på järnvägen upphörde den 1 februari 1961 och sträckan Träslöv-Ätran revs upp samma år. Sträckan från ännu ej utbyggda Österleden-Träslöv revs upp 1968 och 2012 återstod en banlängd av cirka 2,5 km. Efter att ha delat spår med Boråsbanan passerar den södra Valenområdet, korsar Birger Svenssons väg och Västkustvägen till utkanten av Brunnsbergsskogen och går sedan parallellt med Stenåsavägen till industriområdet öster om Österleden.
I andra änden av den nedlagda järnvägen är sedan omkring år 2010 den gamla banvallen på sträckan Ullared–Fegen åter iordningställd av Falkenbergs kommun för att kunna utnyttjas som cykelled förbi samma orter som länsväg 153.

## Förhistoria
Mycket tidigt, redan på 1860-talet väcktes tanken på att förbinda Varberg och dess hamnanläggningar med det småländska höglandet, men alla ansträngningar dog ut i brist på riskvilligt kapital. År 1876 hade man lyckats bilda ett konsortium, som beviljades koncession på sträckan Varberg–Kinnared (via Ullared och Fegen). Detta för att kunna ansluta till järnvägen Halmstad–Värnamo. Men också det företaget saknade finansiering och blev endast delvis genomfört. (Se Kinnared–Fegens Järnväg). Under tiden fick Varberg järnvägsförbindelser med Borås (1880), Halmstad (1886) och Göteborg (1888). År 1892 beviljades koncession på sträckan Varberg-Månsarp (via Ullared, Holsljunga och Tranemo) men efter avslag på statslån, blev inte heller detta förslag förverkligat.
Samtliga sökta koncessioner hade dittills avsett normalspåriga järnvägar. För att kunna pressa de ekonomiska kalkylerna, började man kring sekelskiftet även räkna på ett projekt med smalspår (891 mm). En första ansökan om koncession för en smalspårig järnväg Varberg-Ätran (via Ullared) inlämnades år 1902. Men efter protester från Falkenbergs Järnväg som fruktade konkurrens avslogs ansökan 1904. Efter att projektet åter omarbetats till normalspår beviljades slutligen koncession 1906 och ett bolag Warberg–Ätrans Järnvägsaktiebolag konstituerades 1907.
Bygget av järnvägen inleddes den 31 mars 1908 och i slutet av 1911 kunde man summera totalkostnaden för projektet, inklusive rullande material, till 2 289 911 kronor.